# Битка при Шелимбър
Битката при Шелимбър (на румънски: Şelimbăr, на унгарски: Sellenberk, на немски: Schellenberg) е едно от най-значимите събития в средновековната история на Румъния. Тя се провежда на 18 октомври 1599 г. между влашката армия на Михаил Храбри и трансилванско-унгарската армия на Андрей Батори. Бойното поле е около село Шелимбър, близо до Сибиу (Надьсебен).

## Предпоставки
Михай Храбри навлиза в Трансилвания, за да се бие за османците. Съседните владетели Андрей Батори от Трансилвания и Йеремия Могила в Молдова са приятелски настроени към Жеч Посполита.
През 1598 г. Михай Храбри подписва мирен договор с Османската империя, но и двете страни добре знаят, че това далеч не е краят на дрязгите им. Когато Трансилвания попада под влиянието на Жечпосполита, която поддържа добри отношения с османците, обръч от врагове се затяга около Влахия. Единствено Хабсбургите имат намерение да се съюзят с Михай. Мирният договор, подписан във Прага на 9 юни 1598 г., прави Влахия васална държава. В замяна императорът предлага да поеме разходите по вземане на 5000 наемници във войската на княжеството. Войводата, искайки да се докаже като добър водач, иска да граничи със съюзника си. С подкрепата на император Рудолф, той атакува Трансилвания.
Той информира секеите за атаката и за подкрепата на император Рудолф. Убедил ги, че ако му помогнат, той ще запази техните традиционни свободи. Така секеите започват масово да се включват във войската на Михай, като впоследствие те стават една трета от неговите 36 000 войници.
Михай влиза в Трансилвания през прохода Бузъу. Друга влашка дружина, съставляваща се от 6000 войници от Олтения, водена от Раду Бузеску и бан Удреа, пресича Трансилванските Алпи през прохода Турну Рошу. Армиите се съединяват на 16 октомври.

## Битката
Михай командва около 40 000 души. Много от тях всъщност не участват в битката, а предпочитат да останат в лагера и да защитават там жените и децата на болярите, които са се присъединили към похода им без страх от възможни татарски атаки във Влахия.
Армията на Андрей Батори наброява около 30 000 души, но в хода на битката много дезертират и се включват в армията на Михай, включително и секеите, които ненавиждат управляващата династия Батори. Войската на войводата Михаил на левия фланг е командвана от българина Баба Новак и отбелязва успехи в началото на битката, но бързо е отблъсната от атаката на унгарските хусари. Тогава унгарците имат шанс да спечелят битката, но Андрей Батори отказва да изпрати ариегарда в битката, давайки на власите шанс да се прегрупират. Последвалата нова атака срещу унгарската армия е успешна, Андрей Батори бяга от бойното поле, но по-късно е заловен и на 3 ноември убит от скеите. Михаил тръгва победоносно към град Алба Юлия (Гюлафехервар), където Райхстагът го признава за войвода и имперски губернатор. Жертвите са 1200-1500 от унгарска страна и 200-1000 от влашка.
Жителите на Сибиу вземат мъртвите тела и ги погребват на място, днес известно като „Могилата на Михай Храбри“.

## Последици
След битката Влахия и Трансилвания си остават разделени и Михай никога не прави опит нито да присъедини Трансилвания към Влахия, нито да разпусне трансилванското правителство. Той само включва секеи и трансилвански унгарци в управлението на Влахия, с цел да приложи далеч по-развитата феодална система на Трансилвания в своята държава.
Най-вече в периода на Румънското възраждане, победите на Михай са обявени за първото обединение на румънския народ, а той става национален герой на Румъния.